# Rekonstruktionistisk judendom
Rekonstruktionistisk judendom är en teologisk inriktning inom dagens judendom och den har utvecklats ur den reformativa eller liberala judendomen. Personer inom denna inriktning uppfattar judendomen som en religion i ständig utveckling. De menar också att judendomen som religion har utvecklats och förändrats under århundradena. Den judendom som praktiserades under Templets tid var till exempel inte samma judendom som praktiserades av de tidiga rabbinerna. Rekonstruktionistisk judendom har en mycket positiv inställning till hur judendomen utvecklas och vill gärna få religionen att anpassas efter den moderna människans tid. Man menar att judendomen i historisk bemärkelse alltid utvecklats i enlighet med olika samhällens utveckling.